# Оноре д’Альбер
Оноре д’Альбер (фр. Honoré d'Albert; ум. 6 февраля 1592, Мелён) — французский военачальник эпохи религиозных войн.

## Биография
Сын Леона д’Альбера (ум. 1544), сеньора части Люина, капитана французской пехоты, погибшего в битве при Черизоле, и Жанны де Сегюр.
Сеньор де Люин, Кадене, Брант и Морна в Конта-Венессене, известный в свое время как Капитан Люин.
Начал службу в 1553 году под командованием сеньора де Терма, в 1562-м стал капитаном. Был дворянином королевской службы, капитаном в полку Сарлабо (1565), губернатором Бокера (1568), рыцарем ордена короля (1569), губернатором Шато-Дофена (1571). Полковник французских отрядов, в 1575 году получил от губернатора Лангедока маршала Дамвиля должность командующего артиллерией в Лангедоке и Провансе.
17 февраля 1576 стал камергером герцога Алансонского. В том же году в Венсенском лесу в присутствии короля Генриха III и всего двора бился на поединке против капитана Панье, экзанта роты Шотландской гвардии, обвинившего его в содействии побегу короля Наваррского и герцога Алансонского в 1574 году. Альбер убил своего обвинителя и прославился благодаря этому поединку, ставшему, по словам Обера де Ла-Шене де Буа, последним, который был санкционирован французской короной. Также Альбера подозревали в причастности к организации дела против Ла Моля и Коконаса.
По тайному приказу короля овладел Пон-Сент-Эспри, откуда едва успел бежать Монморанси-Торе, и Бур-Сент-Андеолем, после чего грамотой от марта 1577 был назначен губернатором всех крепостей, которые удастся отвоевать в диоцезах Вивье и Юзеса. Перед штатами в Блуа (1588) захватил ряд крепостей, затем Дамвиль, пользуясь его отсутствием, взял Пон-Сент-Эспри, где разграбил все что мог.
Вице-легат в Авиньоне кардинал Арманьяк 5 февраля 1589 поручил Альберу командование в городе Булене в Конта-Венессене. Помирившись с маршалом Дамвилем, вернулся ко двору в 1591 году, представив Генриху IV своего сына Шарля. Король стал его крестным отцом и назначил Шарля своим пажом

## Семья
Жена (6.03.1573): Анн де Родюльф (ум. 1584), дочь Оноре де Родюльфа, сеньора де Лимана, и Луизы де Рено-де-Вильнёв
Дети:
- Франсуа, ум. юным
- Шарль (5.08.1578—15.12.1621), герцог де Люин, коннетабль Франции. Жена (11.09.1617): Мари де Роган (12.1600—16.08.1679), дочь Эркюля де Рогана, герцога де Монбазона, и Мадлен де Ленонкур
- Оноре (1581—30.10.1649), герцог де Шон. Жена (30.01.1620): Шарлотта-Эжени д'Айи, дочь Филибера-Эмманюэля д'Айи, барона де Пекиньи, и Луизы д'Уаньи, графини де Шон
- Леон (1582—25.11.1630), герцог де Пине-Люксембург. Жена (5.07.1620): Маргарита Шарлотта де Люксембург-Линьи, герцогиня де Пине-Люксембург (1607—1680), дочь Анри де Люксембурга-Линьи, герцога де Пине-Люксембурга, и Мадлен де Монморанси
- Мари (ум. 1686). Муж (12.07.1599): Клод де Гримоар де Бовуар дю Рур, сеньор де Бонневаль и де Комбале
- Антуанетта. Камеристка королевы (1619). Муж 1) (12.06.1605): Бартелеми де Верне; 2) (14.04.1628): Анри-Робер II де Ламарк (1575—1652), принц Седанский, граф де Брен, капитан ста швейцарцев королевской гвардии, сын Шарля-Робера де Ламарка
- Луиза (крещена 1578—1619)). Муж (31.07.1616): Антуан де Вильнёв (ум. 1682), сеньор де Монс, барон де Бо, первый дворцовый распорядитель Гастона Орлеанского
- Анна (ум. 27.12.1623), аббатиса монастыря урсулинок в Пон-Сент-Эспри